# Magny-lès-Aubigny
 Magny-lès-Aubigny  es una población y comuna francesa, en la región de Borgoña, departamento de Côte-d'Or, en el distrito de Beaune y cantón de Saint-Jean-de-Losne.

## Demografía
| 134 | 163 | 150 | 159 | 182 | 195 |
| Para los censos de 1962 a 1999 la población legal corresponde a la población sin duplicidades (Fuente: INSEE [Consultar]) |     |     |     |     |     |